# Valdemunitella valdemunita
Valdemunitella valdemunita is een mosdiertjessoort uit de familie van de Calloporidae. De wetenschappelijke naam van de soort is voor het eerst geldig gepubliceerd in 1885 door Hincks.